# Costantino IV
Costantino IV (in greco medievale: Κωνσταντίνος Δ', Kōnstantinos IV; in latino Constantinus IV) (652 circa – Costantinopoli, settembre 685) è stato un imperatore bizantino. Governò dal 668 fino alla sua morte.
È stato chiamato erroneamente Costantino IV Pogonato (soprattutto in passato, ma talora anche in epoca recente). Secondo Zonara e Leone Grammatico gli fu dato quel soprannome, che significa "barbuto", a ricordo della lunga barba con la quale si sarebbe presentato al ritorno dalla Sicilia. In realtà sembra che il soprannome di Pogonato ("barbuto") vada attribuito a Costante II e non a Costantino IV; l'attribuzione del soprannome a Costantino IV sarebbe un errore commesso dagli storici del tempo, ingenerato da una confusione tra padre e figlio (che si chiamavano tutti e due Costantino, dal momento che Costante, nome del padre di Costantino IV, era solo un diminutivo).

## Biografia
Era figlio primogenito di Costante II e di Fausta.

### Reggente dell'Asia minore
Nel 662 Costante II decise di partire per l'Italia nel tentativo di recuperarla ai Longobardi; partito nel 663, nello stesso anno, dopo un tentativo fallito di sottomettere il Ducato di Benevento, giunse a Siracusa, in Sicilia, e qui pose la propria residenza imperiale. Sembra che intendesse portare con sé in Italia la moglie e i suoi figli, ma gli abitanti della capitale si opposero a ciò, impedendo la loro partenza. Nonostante la giovane età, a Costantino fu affidato dal padre il governo dell'Asia Minore, vista l'assenza del padre.
Dal 663 al 668, secondo il cronista Teofane, vi furono numerose incursioni arabe in Anatolia, e nel 667/668 si verificò pure una ribellione dello strategos degli Armeniaci, Saborios, che inviò il generale Sergio presso Muʿāwiya per ottenere l'appoggio degli Arabi nella sua lotta contro l'imperatore legittimo, promettendo in cambio l'Asia Minore. Costantino, venuto a conoscenza di ciò, inviò un suo cubiculario presso il califfo omayyade Muʿāwiya, per comprare il suo appoggio contro il ribelle, o almeno la sua neutralità, con ricchi doni, ma invano. Ottenuto l'appoggio di truppe arabe sotto il comando di Fudhala, Sergio si apprestò a tornare da Saborios, ma, vinto e catturato dalle truppe del cubiculario eunuco, fu per ordine dello stesso castrato e ucciso, come punizione per averlo insultato ("non sei né un uomo, né una donna") di fronte a Muʿāwiya. Nel frattempo Costantino, venuto a conoscenza dell'alleanza con gli Arabi, inviò contro le forze nemiche il patrizio Niceforo; ma non ci fu bisogno di alcuna battaglia perché Saborios perì, secondo almeno Teofane, in circostanze fortuite, e Fudhala, venuto a conoscenza della fine della rivolta, chiese a Muʿāwiya ulteriori aiuti, con cui saccheggiò l'Anatolia e conquistò Amorio; la città venne recuperata però dai Bizantini, che uccisero tutti i 5 000 Arabi posti a guarnigione della fortezza.
Nel 668 Costante II fu ucciso a Siracusa, mentre stava facendo il bagno, da un servo con il portasapone; la congiura era stata organizzata da Mecezio che si proclamò imperatore. Anche Costantino a Costantinopoli fu quindi proclamato imperatore, dopo la morte del padre.

#### Proclamato imperatore
Quando egli salì al trono, la situazione dell'Impero bizantino era critica per le sollevazioni in Sicilia. Infatti quando Costante II venne ucciso a Siracusa, il trono imperiale venne usurpato da Mecezio, che aveva commissionato l'omicidio; Costantino IV, l'imperatore legittimo, per vendicare la morte del padre e sconfiggere l'usurpatore, inviò una flotta a Siracusa e nel 669 sconfisse agevolmente Mecezio, restaurando così l'ordine interno. Secondo Teofane, Costantino IV sarebbe giunto a Siracusa di persona per sedare la ribellione di Mecezio, che venne decapitato e la sua testa venne esposta nell'ippodromo; altri cronisti greci posteriori a Teofane (Zonara, Giorgio Monaco, ecc.) aggiungono che Costantino IV punì severamente il patrizio Giustiniano, che si era compromesso con i ribelli, ordinando la sua esecuzione, e che poi fece castrare il figlio di quest'ultimo, il futuro patriarca di Costantinopoli Germano, in quanto osò lamentarsi dell'esecuzione di suo padre. Tuttavia fonti latine quasi contemporanee, come il Liber Pontificalis, non accennano alla partecipazione diretta dell'imperatore alla spedizione siciliana e sostengono che Mecezio venne detronizzato dalle truppe esarcali. Lo studioso Brooks ha quindi messo in dubbio la veridicità della venuta di Costantino IV a Siracusa sulla base del silenzio delle fonti occidentali e del fatto che a quell'epoca gli Arabi conducevano raid pericolosi in Anatolia, per cui era improbabile che l'imperatore, con l'Anatolia minacciata dagli Arabi, fosse venuto di persona in Sicilia. Le argomentazioni di Brooks sono state considerate "probanti" da Ostrogorsky, ma non tutti gli studiosi sono d'accordo.

### Regno

#### Discordia interna
Il suo regno fu caratterizzato dalla discordia fraterna. Condivise con i fratelli Eraclio e Tiberio il titolo di Augusto. I suoi fratelli, che pur essendo Augusti non detenevano alcun potere, istigarono le truppe del thema anatolico a marciare verso Costantinopoli e a chiedere all'imperatore di dividere il potere con i fratelli, giustificando la loro richiesta con un argomento teologico: secondo loro, la santa Trinità, che governa il mondo ultraterreno, doveva essere rappresentata in Terra da una trinità umana (l'imperatore e i suoi fratelli) che avrebbe governato l'impero dei cristiani (l'Impero romano d'Oriente). Questa proposta è una prova della supremazia totale dell'autorità civile su quella ecclesiastica e una prova evidente del fatto che l'imperatore era ormai visto dai suoi sudditi come il capo della Chiesa. Costantino IV inviò presso di loro il patrizio Teodoro, mostrando di voler accogliere le loro richieste, concedendo loro il permesso di entrare in Senato per discutere sulla questione, ma poi fece arrestare e giustiziare i capi della rivolta. Teofane colloca gli avvenimenti nel 669/670 e sostiene che nell'anno successivo l'imperatore mozzò il naso ai fratelli e li privò dei loro titoli; in realtà, secondo la storiografia moderna, la rivolta del tema anatolico e la punizione riservata ai fratelli sarebbero avvenute intorno al 680-681, poco dopo il concilio di Costantinopoli che condannò il monotelismo.

#### L'espansionismo arabo, l'Assedio di Costantinopoli e i Bulgari

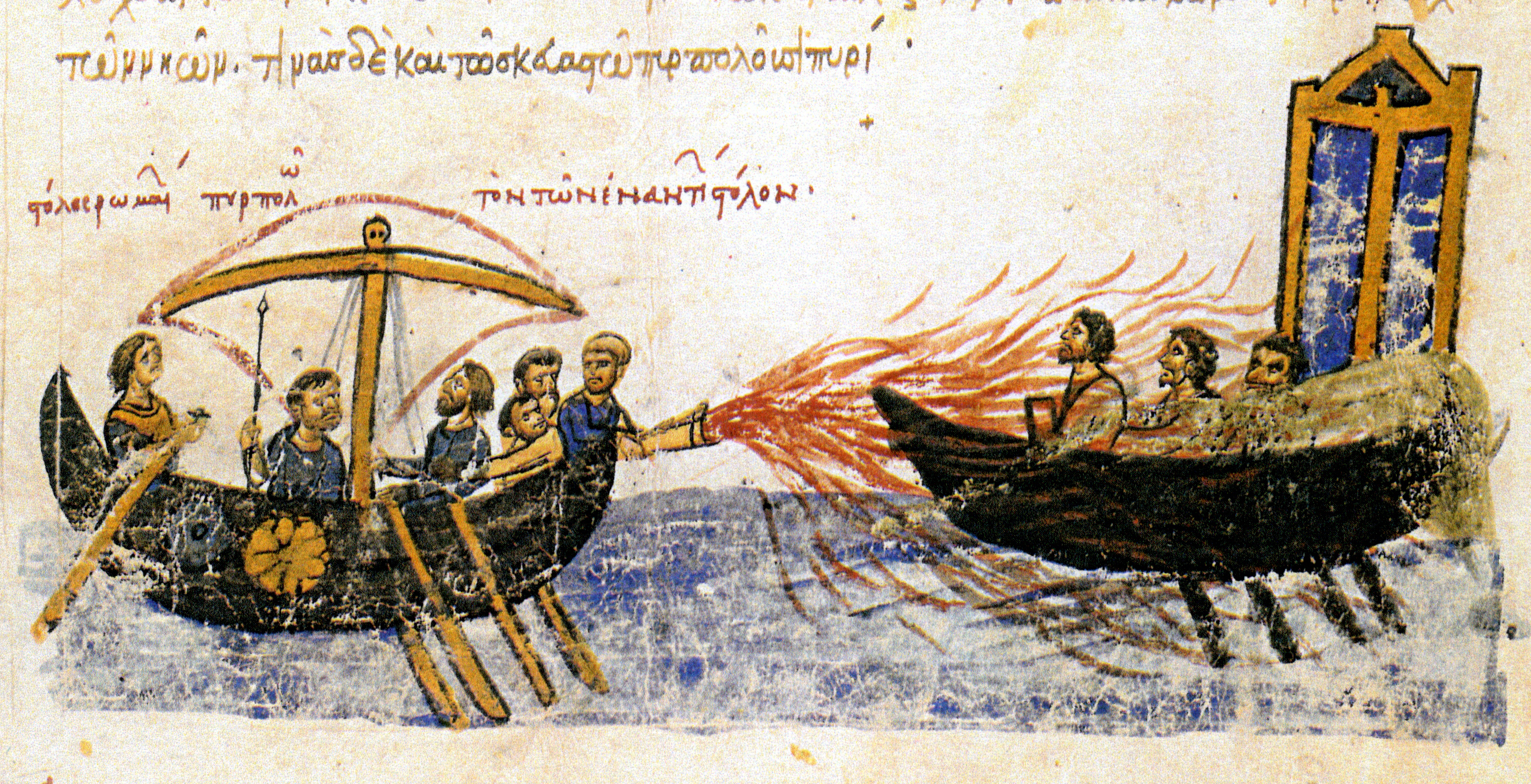
Rappresentazione bizantina del fuoco greco.

Il regno di Costantino IV fu caratterizzato anche dalle lotte contro i musulmani. Essi devastarono la Sicilia, lasciando però immediatamente l'isola, dopo aver saccheggiato Siracusa ed essersi impadroniti dei tesori accumulati da Costante II. In Africa la guerra continuava e nonostante la popolazione locale lottasse senza ricevere rinforzi da Costantinopoli, si oppose strenuamente all'invasione araba della Mauretania. Nel 676 Qusayla, un comandante indigeno che comandava le forze unite dei Berberi (Mauri) e dei Romani (ormai, più propriamente, Bizantini), riuscì a conquistare la città di Qayrawan, che in seguito divenne nota come la capitale dell'Imamato fatimide.

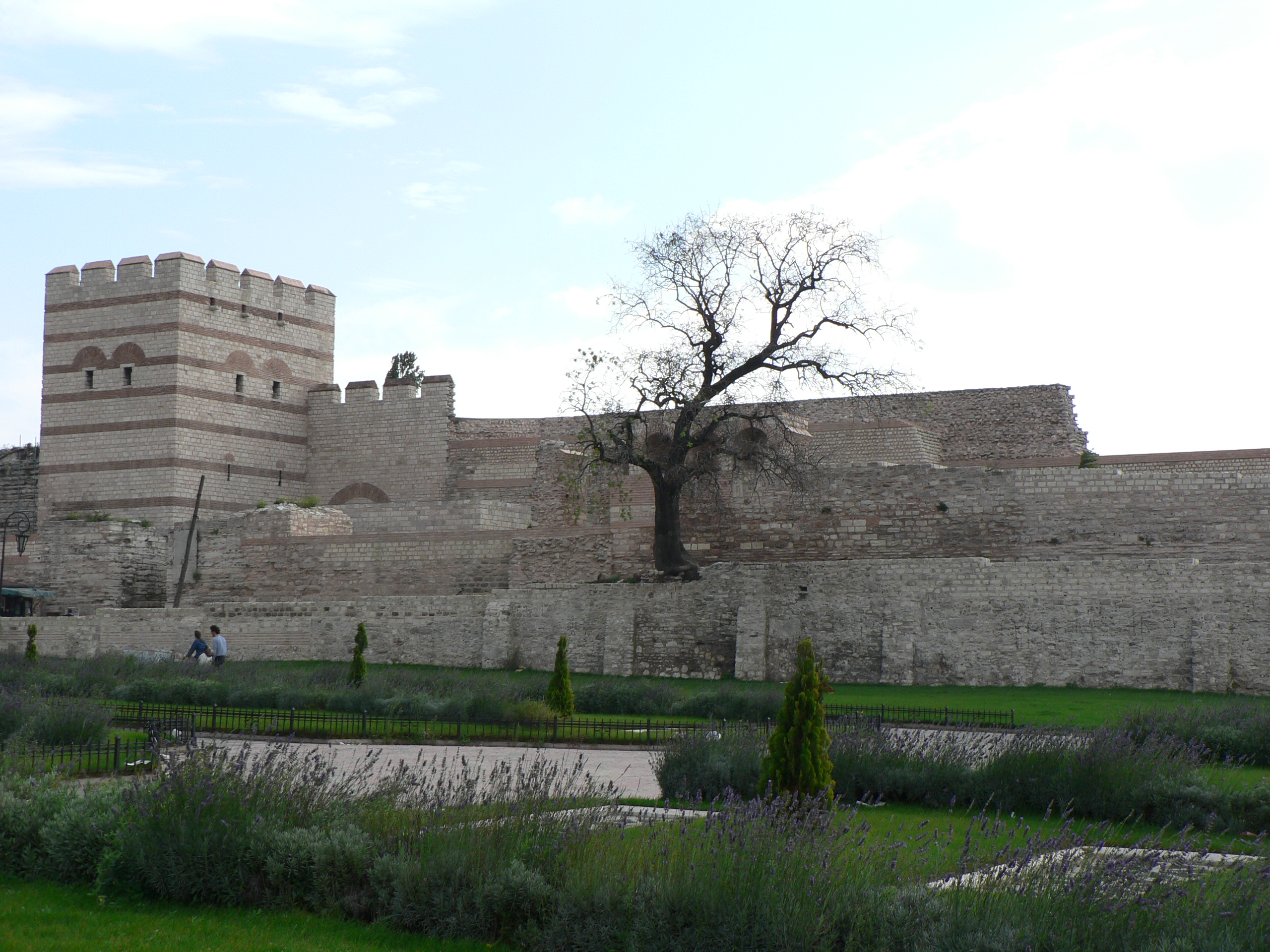
Le inespugnabili mura teodosiane, che resistettero all'assedio.

Il califfo Mu'awiya ibn Abi Sufyan aspirava alla conquista di Costantinopoli e nel 672/673 organizzò una spedizione per conquistarla. Essa s'impadronì di quasi tutte le isole dell'Egeo e la città di Smirne, intendendo utilizzarle come teste di ponte per il successivo assedio. L'imperatore Costantino, però, non si fece cogliere impreparato e, informato delle intenzioni ostili degli Arabi, ordinò che fossero preparate nel porto di Cesario, nella capitale, navi armate di una nuova formidabile arma, il fuoco greco. Il fuoco greco, inventato da un ingegnere siriaco di nome Callinico, fuggito da poco tempo a Costantinopoli, si ritiene fosse una miscela di pece, salnitro, zolfo, nafta e calce viva, contenuta in un grande otre di pelle o di terracotta (sìfones) collegato a un tubo di rame, montato sui dromoni bizantini; ciò che rendeva temuti questi primitivi lanciafiamme era che il "fuoco greco", a causa della reazione della calce viva, non poteva essere spento con acqua, che anzi ne ravvivava la forza, e di conseguenza le navi, realizzate in quel periodo in legno, erano destinate a sicura distruzione. Quando quindi, nella primavera del 674, gli Arabi gettarono l'ancora nella regione della Tracia tra l'Hebdomon e il Kiklobion, nelle vicinanze di Costantinopoli, trovarono la strenua resistenza della flotta bizantina, armata della nuova arma: «Ogni giorno vi erano scontri militari dalla mattina alla sera, tra il brachialon della Porta d'Oro e il Kiklobion, con attacchi e contrattacchi; il nemico mantenne la posizione dal mese di aprile fino a quello di settembre; poi, tornando indietro, giunsero a Cizico, che avevano conquistato, e svernarono lì; e nella primavera ritornarono e in modo simile condussero guerra contro i cristiani per sette anni, finché, dopo aver perso molti uomini e molte navi, decisero di tornare indietro…» (Teofane, AM 6165). Dopo un "assedio" (in realtà una serie di scontri navali in prossimità della Capitale) durato quattro anni (benché Teofane dica erroneamente che durò sette anni), nel 678 Yazīd, il figlio di Muʿāwiya, ordinò la ritirata; avendo perso molte navi a causa del fuoco greco, Yazīd ordinò a 30 000 uomini di ritornare in Siria via terra mentre imbarcò il resto dell'esercitò sulle poche navi rimaste. Ma la flotta venne distrutta da una tempesta mentre i 30 000 soldati arabi vennero massacrati da un esercito bizantino comandato da Floro, Petrona e Cipriano.
Mentre era in corso l'assedio della capitale bizantina, Muʿāwiya invase Creta, mentre Tessalonica era minacciata dalle incursioni degli Slavi: l'agiografia Miracoli di San Demetrio narra infatti che l'imperatore, avendo il prefetto di Tessalonica accusato Perbundo, re della tribù slava dei Rhynchinoi e residente proprio a Tessalonica, di tramare qualche intrigo a danni della città, fece arrestare Perbundo e lo fece portare nella capitale, dove tuttavia il prigioniero fu trattato con riguardo, con la promessa che sarebbe stato liberato una volta terminato l'assedio arabo; su consiglio del suo interprete, tuttavia, Perbundo tentò la fuga, mascherandosi da cittadino di Costantinopoli e cercando riparo nella tenuta dell'interprete, con l'intenzione di ritornare nel giro di pochi giorni tra il suo popolo; l'imperatore, preoccupato, lo fece cercare e al contempo inviò alla città di Tessalonica l'avvertimento di tenersi pronta a un eventuale assalto slavo; trovato infine Perbundo, Costantino IV punì dapprima coloro che lo avevano aiutato nel tentativo di fuga con l'esecuzione e, successivamente, avendo Perbundo confessato che tramava effettivamente qualcosa contro Tessalonica, fece giustiziare anche il leader slavo. Ciò provocò l'ira degli Slavi che assaltarono le mura di Tessalonica; finché l'assedio arabo durò, Costantinopoli non fu in grado di reagire, ma, terminato l'assedio, l'imperatore poté lanciare una controffensiva nei Balcani che ottenne qualche vittoria sugli Slavi, liberando Tessalonica dall'assedio. La distruzione della flotta araba in una tempesta e le incursioni dei Mardaiti, che avevano approfittato della carenza di truppe arabe per invadere la Siria, persuasero Muʿāwiya a negoziare una pace con Bisanzio inviando nella capitale bizantina degli ambasciatori; Costantino IV accolse la richiesta di pace giunta dagli Arabi e inviò in Siria il patrizio Giovanni Pitzigaude affinché firmasse la pace con il califfo. La pace venne firmata nel 678 e stabiliva che gli Arabi dovevano pagare ai Bizantini per trent'anni un tributo annuale di tremila libbre d'oro, cinquanta schiavi e cinquanta cavalli arabi. La vittoria ottenuta sugli Arabi dall'imperatore, oltre a salvare Costantinopoli dalla capitolazione, accrebbe il suo prestigio, e numerose nazioni occidentali (tra cui il Khagan degli Avari) inviarono ambascerie per congratularsi dell'impresa e confermare le paci con l'Impero.

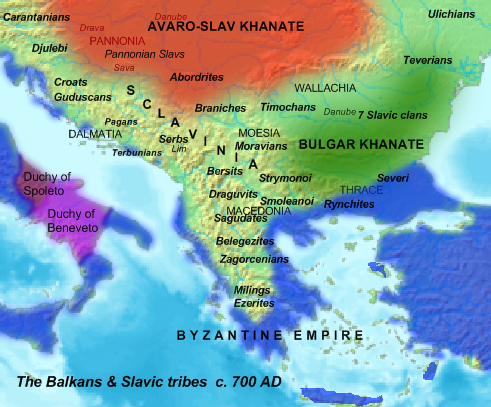
L'Impero bulgaro nel 680 circa.

Nel frattempo, proprio quando l'imperatore era riuscito a costringere gli Arabi a una pace, una nuova minaccia appariva all'orizzonte: nel 680 i Bulgari infatti, condotti dal loro re Asparuch, si erano stanziati nelle vicinanze del Danubio con l'intenzione di invadere i Balcani, allarmando l'imperatore stesso che spostò i suoi eserciti dall'Asia Minore in Europa per respingere oltre il Danubio il nuovo nemico. L'imperatore radunò anche una flotta e condusse le operazioni militari per terra e per mare (o per meglio dire per fiume) nel tentativo di respingerli con le armi, conducendo la fanteria in territorio bulgaro. I Bulgari, intimoriti dall'enorme schieramento messo contro di loro, si rifugiarono nelle loro fortezze, mettendosi al sicuro dagli attacchi bizantini, resi difficoltosi dal terreno sfavorevole (paludoso), che impedirono uno scontro diretto tra i due eserciti. Come se non bastasse, nel corso della campagna l'imperatore si ammalò improvvisamente di gotta e, avendo bisogno di terapie, si risolse ad abbandonare l'esercito per ritirarsi con cinque dromoni e il suo seguito a Mesembria per curarsi ai bagni termali, ordinando ai suoi generali di continuare la campagna in sua assenza, conducendo attacchi simulati per spingere il nemico a uscire fuori dai loro rifugi e scontrarsi in battaglia con l'esercito bizantino; l'assenza dell'imperatore ebbe però un effetto deleterio sull'esercito, perché si diffuse la voce tra la cavalleria che l'imperatore fosse fuggito; il panico si diffuse rapidamente tra i soldati imperiali, che andarono in rotta, venendo inseguiti dai Bulgari, che approfittandone, inflissero pesanti perdite all'esercito bizantino. L'imperatore fu costretto così a pagare ai Bulgari un tributo annuale, e a lasciare che si impadronissero della regione compresa tra il Danubio e il monte Haemus (in pratica l'odierna Bulgaria), sottomettendo numerose tribù slave.

#### La condanna del monotelismo e gli ultimi anni
A differenza di suo padre, Costante II, Costantino IV cercò la riconciliazione con il Papato, e a tal fine, decise di convocare un concilio a Costantinopoli per condannare il monotelismo, un'eresia creata dall'imperatore d'Oriente Eraclio nel tentativo di trovare una formula teologica compromissoria che potesse andare bene sia per cattolici sia per monofisiti, ma che aveva trovato la strenua opposizione del Papato, con conseguente deterioramento dei rapporti tra Papa e Imperatore. Durante il pontificato di papa Agatone (678-681), il pontefice ricevette dall'imperatore Costantino IV la richiesta di inviare suoi sacerdoti e inviati a Costantinopoli per partecipare al concilio che avrebbe ripristinato l'unità della Chiesa. Gli inviati papali, giunti a Costantinopoli il 10 novembre 680, vennero ricevuti con reverenza dall'imperatore nella Cappella di San Pietro nel Palazzo.
Nel 680-681 fu tenuto a Costantinopoli il sesto Concilio ecumenico che ribadì la condanna al monotelismo, ristabilendo l'unità religiosa con Roma e accrescendo in tal modo la forza e il prestigio dell'Impero. Il concilio, svoltosi nel palazzo chiamato "Trullo", vide la partecipazione dell'imperatore, dei legati del Papa, dei patriarchi di Antiochia e Costantinopoli e 150 vescovi, e condannò papa Onorio I, i patriarchi di Costantinopoli Sergio, Pirro, Paolo e Pietro, il Patriarca di Alessandria Ciro, oltre al Patriarca di Antiochia Macario e il suo discepolo Stefano e Policronio, rei di aver sostenuto che in Cristo agissero una sola volontà e operazione (monotelismo). Costantino IV cercò la riconciliazione con il papato e a tal fine, oltre a dichiarare eretico il monotelismo, con un decreto imperiale tolse alla Chiesa Ravennate il privilegio dell'autocefalia concesso dal padre Costante II nel 666, sottomettendola di nuovo al papato.
Nel 683 l'imperatore provvide a eliminare i suoi due fratelli per spianare la strada alla successione da parte di suo figlio, il futuro Giustiniano II, che avvenne dopo la sua morte per dissenteria.

## Ascendenza
|                |   |               | Genitori |  |  | Nonni |  |  | Bisnonni  |  |  | Trisnonni          |  |
|                |   |               |          |  |  |       |  |  | Eraclio I |  |  | Eraclio il Vecchio |  |
|                |   |               |          |  |  |       |  |  | Eraclio I |  |  | Eraclio il Vecchio |  |
|                |   | Epifania      |          |  |  |       |  |  | Eraclio I |  |  |                    |  |
| Costantino III |   |               |          |  |  |       |  |  | Eraclio I |  |  |                    |  |
|                |   | Fabia Eudocia | Roga     |  |  |       |  |  |           |  |  |                    |  |
|                |   | Fabia Eudocia | Roga     |  |  |       |  |  |           |  |  |                    |  |
|                |   | Fabia Eudocia | …        |  |  |       |  |  |           |  |  |                    |  |
| Costante II    |   | Fabia Eudocia |          |  |  |       |  |  |           |  |  |                    |  |
|                |   | Niceta        | Gregorio |  |  |       |  |  |           |  |  |                    |  |
|                |   | Niceta        | Gregorio |  |  |       |  |  |           |  |  |                    |  |
|                |   | Niceta        | …        |  |  |       |  |  |           |  |  |                    |  |
| Gregoria       |   | Niceta        |          |  |  |       |  |  |           |  |  |                    |  |
|                |   | …             | …        |  |  |       |  |  |           |  |  |                    |  |
|                |   | …             | …        |  |  |       |  |  |           |  |  |                    |  |
|                |   | …             | …        |  |  |       |  |  |           |  |  |                    |  |
| Costantino IV  |   | …             |          |  |  |       |  |  |           |  |  |                    |  |
|                | … | …             |          |  |  |       |  |  |           |  |  |                    |  |
|                | … | …             |          |  |  |       |  |  |           |  |  |                    |  |
|                | … | …             |          |  |  |       |  |  |           |  |  |                    |  |
| Valentino      | … |               |          |  |  |       |  |  |           |  |  |                    |  |
|                |   | …             | …        |  |  |       |  |  |           |  |  |                    |  |
|                |   | …             | …        |  |  |       |  |  |           |  |  |                    |  |
|                |   | …             | …        |  |  |       |  |  |           |  |  |                    |  |
| Fausta         |   | …             |          |  |  |       |  |  |           |  |  |                    |  |
|                |   | …             | …        |  |  |       |  |  |           |  |  |                    |  |
|                |   | …             | …        |  |  |       |  |  |           |  |  |                    |  |
|                |   | …             | …        |  |  |       |  |  |           |  |  |                    |  |
| …              |   | …             |          |  |  |       |  |  |           |  |  |                    |  |
|                |   | …             | …        |  |  |       |  |  |           |  |  |                    |  |
|                |   | …             | …        |  |  |       |  |  |           |  |  |                    |  |
|                |   | …             | …        |  |  |       |  |  |           |  |  |                    |  |
|                |   | …             |          |  |  |       |  |  |           |  |  |                    |  |